# Viktorînivka, Burîn
Viktorînivka (în ucraineană Вікторинівка) este un sat în comuna Voskresenka din raionul Burîn, regiunea Sumî, Ucraina.

## Demografie
Componența lingvistică a localității Viktorînivka
     Ucraineană (98,56%)
     Alte limbi (1,44%)
Conform recensământului din 2001, majoritatea populației localității Viktorînivka era vorbitoare de ucraineană (98,56%), existând în minoritate și vorbitori de alte limbi.